# Sergio Moreno Marín
Sergio Moreno Marín (Las Escaldas-Engordany, 25 de noviembre de 1987) es un futbolista andorrano. Juega de centrocampista y su equipo es el Atlètic Club d'Escaldes de la Primera División de Andorra.

## Trayectoria
Comenzó en el Fútbol Club Andorra en 2003. Ha formado parte en la Segunda División española de la plantilla de la UE Lleida (2004-2005), en Primera del Getafe CF (2005-2006), y en Tercera del Ibiza (2006-2007) y del Gimnástico de Alcázar (desde 2007 por cinco años). Luego de un breve paso por el KS Vllaznia albanés, regresó a España para fichar por el Hellín Deportivo. Desde la temporada 2013-2014 ficha por la Unión Deportiva Almansa. Al acabar la temporada ficha por el Gżira United FC y en media temporada cambia por el FC Jumilla.
Tras un paso por el Ontinyent CF, Moreno decide retornar a su país a inicios de 2017. Tras un breve paso por el Fútbol Club Andorra, fue fichado por el Inter Club d'Escaldes.

## Selección nacional
Es internacional con la selección de fútbol de Andorra desde 2004. Estuvo en el banquillo durante la primera victoria oficial de la Tricolor cuando derrotó a Macedonia por 1-0 el 13 de octubre de 2004, en un encuentro válido por las clasificatorias rumbo al Mundial de Alemania 2006.

## Clubes
| Club                      | País    | Año       |
| ------------------------- | ------- | --------- |
| F. C. Andorra             | Andorra | 2003      |
| U. E. Lleida              | España  | 2004-2005 |
| Getafe C. F. "B"          | España  | 2005-2006 |
| U. D. Ibiza-Eivissa       | España  | 2006-2007 |
| C. F. Gimnástico Alcázar  | España  | 2007-2010 |
| Hellín C. F.              | España  | 2010-2011 |
| U. S. D. Forte dei Marmi  | Italia  | 2011-2012 |
| K. S. Vllaznia Shkodër    | Albania | 2012      |
| Hellín C. F.              | España  | 2012-2013 |
| U. D. Almansa             | España  | 2013-2014 |
| Gżira United F. C.        | Malta   | 2014-2015 |
| F. C. Jumilla             | España  | 2015      |
| Yeclano Deportivo         | España  | 2015-2016 |
| Ontinyent C. F.           | España  | 2016-2017 |
| F. C. Andorra             | Andorra | 2017      |
| Inter Club d'Escaldes     | Andorra | 2017-2022 |
| Hellín C. F.              | España  | 2022-2023 |
| Inter Club d'Escaldes     | Andorra | 2023      |
| C. F. Esperança d'Andorra | Andorra | 2024      |
| Atlètic Club d'Escaldes   | Andorra | 2025-     |

## Palmarés

### Campeonatos nacionales
| Competición                 | Equipo                | País    | Año  |
| --------------------------- | --------------------- | ------- | ---- |
| Primera División de Andorra | Inter Club d'Escaldes | Andorra | 2020 |
| Copa Constitució            | Inter Club d'Escaldes | Andorra | 2020 |
| Supercopa de Andorra        | Inter Club d'Escaldes | Andorra | 2020 |
| Primera División de Andorra | Inter Club d'Escaldes | Andorra | 2021 |
| Supercopa de Andorra        | Inter Club d'Escaldes | Andorra | 2021 |
| Primera División de Andorra | Inter Club d'Escaldes | Andorra | 2022 |